# Maurizio Prato (chimico)
Maurizio Prato (Lecce, 11 ottobre 1953) è un chimico organico italiano,  noto per i suoi studi sulla funzionalizzazione delle nanostrutture di carbonio, tra cui fullereni, nanotubo di carbonio e grafene.
Ha sviluppato una serie di reazioni chimiche organiche che rendono questi materiali più biocompatibili, meno o per nulla tossici, suscettibili a ulteriori funzionalizzazioni e più facili da manipolare. È Professore di Chimica organica presso l'Università di Trieste e Professore associato di ricerca presso il CIC BiomaGUNE a San Sebastián, Spagna.

## Formazione e carriera
Prato si è laureato presso l'Università di Padova, Italia. È diventato ricercatore nella stessa università e successivamente si è trasferito all'Università di Trieste come professore associato nel 1992. Nel 2000 è stato nominato professore ordinario di Chimica Organica. È stato visiting scientist alla Yale University (Prof. Danishefsky, 1986–87) e in California a Santa Barbara (Prof. Wudl, 1991–92). Visiting Professor anche all'École Normale Supérieure di Parigi (2001) e all'Università di Namur, Belgio (2010). Dal 2015 è anche professore Ikerbasque e titolare della cattedra AXA di Nanobiotecnologie presso il CIC BiomaGUNE di San Sebastián-Donostia, Spagna.

## Ricerca scientifica
Maurizio Prato è un chimico organico con competenze che spaziano dalla scienza dei materiali alla nanomedicina. Fin dall'inizio della sua carriera, ha utilizzato le sue conoscenze di chimica organica fisica e sintetica per esplorare la reattività chimica dei fullereni.
Nel 1993, insieme a M. Maggini e G. Scorrano, ha pubblicato il primo lavoro sulla cicloaddizione di ilidi azometiniche a C60, reazione che si è rivelata estremamente utile per la funzionalizzazione dei fullereni.
Nel 2002, ha esteso la stessa reazione ai nanotubi di carbonio. La reazione è molto versatile e consiste nella condensazione di un α-amminoacido e un'aldeide per generare un 1,3-dipolo reattivo che si addiziona al doppio legame del C60 o dei nanotubi, formando un anello di pirrolidina fuso con lo scheletro carbonioso. Questa reazione, successivamente nota come Reazione di Prato, è derivata da uno schema reattivo più antico, originariamente riportato da Huisgen.
Grazie alla sua versatilità, questo approccio ha aperto la strada all'uso di fullereni e nanotubi in settori come il fotovoltaico e il drug delivery. In particolare, in collaborazione con Alberto Bianco e successivamente con Kostas Kostarelos, Prato ha dimostrato l'utilità dei nanotubi come vettori per vaccini e farmaci, grazie alla loro straordinaria capacità di attraversare le membrane cellulari.
In un'altra linea di ricerca, Prato, insieme alla neurofisiologa Laura Ballerini, ha utilizzato i nanotubi di carbonio come supporto per la crescita dei neuroni. Hanno dimostrato che due sezioni di midollo spinale isolate possono riprendere la comunicazione grazie a un ponte di nanotubi.
Recentemente, il prof. Prato si è dedicato alla sintesi e allo studio dei carbon nanodots, nanoparticelle quasi sferiche, fluorescenti e solubili in acqua, con diametro inferiore a 10 nm. Queste nanoparticelle, ricche di gruppi amminici primari, sono utili per reazioni di accoppiamento, catalisi e per la possibilità di modulare l’emissione luminosa.

## Premi e riconoscimenti
- Premio Federchimica (1995)
- Premio Nazionale per la Ricerca, Società Chimica Italiana (2002)
- Premio Ciamician-Gonzalez, Reale Società Spagnola di Chimica (2008)
- Candidato al Premio Descartes (2006), Commissione europea
- ERC Advanced Grant (2008), European Research Council
- Medaglia d'Oro Mangini, Società Chimica Italiana (2009)
- Ree-Natta Lectureship, Korean Chemical Society (2010)
- Membro dell’Accademia Nazionale dei Lincei
- Premio EuCheMS Lecture Award (2013)
- Professore Onorario, Università di Xi’an Jiaotong, Cina (2013)
- Medaglia d'Oro Natta, Società Chimica Italiana (2014)
- Laurea Honoris Causa in Scienza e Tecnologia dei Materiali, Università di Roma Tor Vergata (2015)
- European Carbon Association Award (2015)
- Premio delle Società Chimiche Franco-Italiana (2015)
- ACS Nano Lectureship Award, American Chemical Society (2015)
- Dottorato Honoris Causa, Università di Castilla-La Mancha (2016)
- ERC Advanced Grant (2020), European Research Council
- Laurea Honoris Causa, Università del Salento (2021)